# Kasni period drevnog Egipta
Kasni period drevnog Egipta je razdoblje posljednjeg procvata domaćih egipatskih vladara nakon trećeg prijelaznog perioda te prije nego što je Egipat pokorilo Perzijsko carstvo.
Često se smatra posljednjim trzajem jednom velike kulture, razdoblje u kojem je moć Egipta bila izuzetno umanjena. 

## Dvadeset šesta dinastija
XXVI. egipatska dinastija njeno je razdoblje poznato i kao Saitski period, po gradu Saisu iz kojeg su vladali faraoni te dinastije.
- Psamtik Wah-ib-re, 664. – 610.

-rođen kao Psamtik
-kraljevsko ime: Wah-ib-re ("Vječno je srce Ra")
-znan i kao Psammetichus I
- Nekau Wah-em-ib-re, 610. – 595.

-rođen kao Nekau
-kraljevsko ime: Wah-em-ib-re ("Iznosi želje Raove zauvijek")
-znan i kao Necho
- Psamtik Nefer-ib-re, 595. – 589.

-rođen kao Psamtik
-kraljevsko ime: Nefer-ib-re ("Lijepo je srce Ra")
-znan i kao Psammetichus II
- Wah-ib-re Ha-a-ib-re, 589. – 570.

-rođen kao Wah-ib-re ("Vječno je srce Ra")
-kraljevsko ime: Ha-a-ib-re ("Vječno slavi srce Raovo")
-znan i kao Apries
- Ah-mose Si-neit Khnem-ib-re, 570. – 526.

-rođen kao Ah-mose ("Mjesec je rođen")
-epitet: Si-neit ("Sin Netov")
-kraljevsko ime: Khnem-ib-re ("On koji grli srce Raovo")
-znan i kao Amasis
- Psamtik Ankh-ka-re, 526. – 525.

-rođen kao Psamtik
-kraljevsko ime: Ankh-ka-re ("Ra daje duši život")
-znan i kao Psammetichus I

## Dvadeset sedma dinastija
Prvo ahemenidsko razdoblje. U ovom je razdoblju Egipat pokorilo Perzijsko Carstvo koje se širilo za vrijeme vladara Kambiza II.

## Dvadeset osma
XXVIII. dinastiju činio je samo jedan vladar, Amirtej (princ Saisa), koji se pobunio protiv Perzijanaca. Nisu pronađeni nikakvi spomenici s njegovim imenom.

## Dvadeset deveta dinastija
XXIX. dinastija vladala je iz Mendesa.

## Trideseta dinastija
Poraz XXX. dinastije doveo je do ponovne perzijske okupacije Egipta.

## Trideset prva dinastija
Drugo ahemenidsko razdoblje (343. – 332. pr. Kr.). U ovom je razdoblju Perzijsko Carstvo ponovo je uspostavilo kontrolu nad Egiptom i vladali su kao faraoni XXXI. dinastije